# Oscar Swahn
Oscar Gomer Swahn (sinh 20 tháng 10 năm 1847 – mất 1 tháng 5 năm 1927) là một xạ thủ người Thuỵ Điển đã tham gia tranh tài tại ba kỳ Thế vận hội mùa hè và giành được sáu huy chương, trong đó có ba huy chương vàng.
Tại Thế vận hội mùa hè năm 1908, Oscar Swahn giành hai huy chương vàng tại bộ môn bắn hươu (nội dung cá nhân và đội - bắn hươu một viên đạn), và huy chương đồng tại nội dung bắn hươu hai viên đạn cá nhân.
Khi Thế vận hội mùa hè năm 1912 được tổ chức tại đất nước ông, Thuỵ Điển, ông là thành viên đại diện cho quốc gia của mình tham dự nội dung bắn hươu một viên đạn và dành huy chương vàng một lần nữa. Ông cũng lập lại thành tích dành huy chương đồng trong nội dung bắn hươu hai viên đạn, nhưng lại chỉ về thứ năm ở nội dung một viên đạn, nội dung mà huy chương vàng thuộc về Alfred Swahn, con trai ông. Tại độ tuổi 64, ông trở thành vận động viên lớn tuổi nhất từng giành được huy chương vàng Thế vận hội, kỷ lục mà vẫn được giữ tới ngày nay.
Tại độ tuổi 72, ông trở thành vận động viên già nhất tham dự tại Thế vận hội mùa hè năm 1920. Thực ra, ông cũng là vận động viên lớn tuổi nhất tham gia tranh tài tại một kỳ thế vận hội . Những kết quả tốt nhất của ông tại Thế vận hội năm 1920 là: đứng thứ tư tại nội dung bắn hươu một viên đạn và đứng thứ hai tại nội dung bắn hươu hai viên đạn. Với chiếc huy chương bạc, ông trở thành vận động viên thể thao lớn tuổi nhất giành được huy chương ở độ tuổi là 72 tuổi và 281 ngày.
Swahn không tham dự Thế vận hội năm 1924 vì bị ốm mặc dù đã vượt qua vòng loại ở nhiều nội dung với thành tích cao.
Trong tất cả kỳ Thế vận hội đã tham gia, Oscar Swahn đều được đồng hành bởi con trai ông, Alfred Swahn, người đã giành một huy chương đồng, một huy chương bạc và hai huy chương vàng tại các nội dung cá nhân.